# Ярославская (станция метро)
«Яросла́вская» — планируемая станция Московского метрополитена, будущая конечная северо-восточного участка Сокольнической линии. Будет находиться на территории Ярославского района (СВАО) Москвы за станцией «МГСУ». Предполагаемая дата открытия — 2032 год.

## История и проект
С июля 2024 года о планах по строительству станции (на тот момент официально не подтвержденных) сообщали инсайдеры авторитетного форума «Наш транспорт», ссылаясь на Генплан.
Станция расположится на северо-востоке Сокольнической линии, за станцией «Бульвар Рокоссовского»; в июне 2025 года начата разработка проекта планировки территории участка. Участок включает в себя станции «МГСУ» и «Ярославская». Общая длина всего участка «Бульвар Рокоссовского» — «Ярославская» составит около 8,5 км, пройдя под территорией национального парка «Лосиный остров», при этом власти Москвы подчёркивают соблюдение всех природоохранных требований. Предполагается, что длина перегона «МГСУ» — «Ярославская» составит 5 км, в связи с чем также ожидается строительство эвакуационного выхода примерно в районе станции Московского центрального кольца «Белокаменная», поскольку перегон будет аналогичен перегону, находящемуся между станциями «Крылатское» и «Строгино» на Арбатско-Покровской линии с эвакуационным выходом в виде технической платформы «Троице-Лыково», требующейся для протяжённых участков пути между станциями: перегон «Крылатское» — «Строгино» является самым длинным в московском метро — 6,6 км, время поездки по нему составляет 7 минут.
Проектное название станции — «Холмогорская» — было предложено по одноимённой улице. Однако позднее было принято решение о переименовании в «Ярославскую» — по району расположения и с целью унификации названий на транспортных картах.

## Значение
Станция улучшит транспортную доступность жилых кварталов вдоль Ярославского шоссе и северной части Лосиного острова. Предполагается, что рядом со станцией может появиться транспортно-пересадочный узел районного значения, а также новые жилые проекты в рамках программы комплексного развития территорий.
Ожидается, что станция будет иметь наземную пешеходную пересадку на расположенную поблизости станцию «Лось». Такая связка станет важной частью пассажирской инфраструктуры северо-востока Московской агломерации в условиях отказа от строительства центрального участка МЦД-5, официально подтверждённого в ноябре 2024 года.